# Число Ліувілля
Число Ліувілля — ірраціональне число {\displaystyle x}, яке можна наблизити раціональними числами так, що для будь-якого цілого {\displaystyle n} існує нескінченно багато пар цілих {\displaystyle (p,q)} ({\displaystyle q>1}) таких, що:
{\displaystyle 0<\left|x-{\frac {p}{q}}\right|<{\frac {1}{q^{n}}}}.
Діофантове число — ірраціональне число, яке в такий спосіб подати не можна, тобто при наближенні раціональним числом помилка становить не менше деякого степеня знаменника:
{\displaystyle \exists C,\alpha >0\colon \quad \forall p\in \mathbb {Z} ,q\in \mathbb {N} \quad \left|x-{\frac {p}{q}}\right|\geqslant {\frac {C}{q^{\alpha }}}} .
За теоремою Ліувілля про наближення алгебричних чисел, будь-яке ірраціональне алгебричне число є діофантовим. Зокрема, будь-яке ліувіллеве число трансцендентне, що дозволяє явно будувати трансцендентні числа як суми надшвидко збіжних рядів раціональних чисел.
Діофантові числа є метрично типовими: їх множина має повну міру Лебега. Числа Ліувілля, навпаки, типові з топологічної точки зору: їх множина залишкова.
Міра ірраціональності чисел Ліувілля: {\displaystyle \mu (x)=+\infty }, крім того, якщо міра ірраціональності числа нескінченна, то воно ліувіллеве (іноді цю властивість приймають як визначення чисел Ліувілля).
Класичний приклад ліувіллевого числа — стала Ліувілля, яку визначають як:
{\displaystyle \sum _{k=1}^{\infty }10^{-k!}=0{,}1100010000000000000000010000\ldots }